# Rue de la Chanvrerie
La rue de la Chanvrerie, également appelée rue de la Chanverrerie, est une ancienne rue de Paris, disparue en 1838 lors de l'ouverture de la rue Rambuteau. Elle était située dans les anciens 4e et 5e arrondissements de Paris.

## Origine du nom
L'origine du nom de cette rue n'est pas connue.
Jean de La Tynna indique que les historiens ne sont pas d'accord :
1. le nom viendrait d'un champ dans lequel il y avait une verrerie ;
2. en raison de la présence d'une voirie ;
3. on y vendait du chanvre ou de la filasse.

Jaillot prétend que l'origine du nom vient de « chanvre », car il est fait mention, en 1218, d'une maison in vico de Canaberia, prope Sanctum Maglorium.

## Situation
La rue de la Chanvrerie, longue de 108 mètres, constituait la limite entre les anciens  4e et 5e arrondissements de Paris. Elle commençait aux 145-147, rue Saint-Denis et finissait aux 6-8, rue Mondétour.
Les numéros de la rue étaient rouges. Le dernier numéro impair était le 27, le dernier numéro pair le 28. Les numéros impairs étaient situés dans l'ancien 4e arrondissement de Paris (quartier des Marchés), les numéros pairs dans l'ancien 5e arrondissement de Paris (quartier Montorgueil).

## Historique

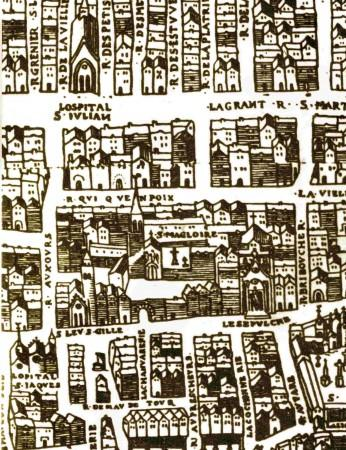
La rue sur un plan du milieu du XVIe siècle.

Dans des lettres de Pierre de Nemours, évêque de Paris, en date de juin 1218, il est fait mention d'une maison in vico de Canaberia, prope Sanctum Maglorium.
Un acte d'amortissement du 12 juin 1252 indique que la « rue de la Chanverrie » était complètement bordée de constructions à cette époque. Dans un amortissement d'octobre 1295, elle est nommée « rue Canaberie » ; et afin qu'on ne la confonde pas avec une autre, elle y est indiquée in censiva Morinensi (dans la censive de Thérouenne).
Cette voie est citée dans Le Dit des rues de Paris de Guillot de Paris, sous la forme « rue de la Chanverie ». Elle est citée dans un manuscrit de l'abbaye Sainte-Geneviève de 1450 sous le nom de « rue Temploirie ».
On trouve ensuite cette rue sous les noms de « rue de la Chanverie », « rue de la Chanvrerie », « rue de la Chanvoirerie », « rue de la Champverrerie », « rue de la Chanverrerie », « rue de la Champvoirie », « rue de la Chanvoirie ».  
Elle est citée sous le nom de « rue de la Chanvererie » dans un manuscrit de 1636 dont le procès-verbal de visite, en date du 22 avril 1636, indique qu'elle est « orde, boueuse, avec plusieurs taz d'immundices ».
Par décision ministérielle du 26 frimaire an IX (17 décembre 1800), signée Chaptal, la largeur de la voie est fixée à 10 mètres.
Cette rue a été absorbée en 1838 par la rue Rambuteau.
Cette rue est citée dans l'ouvrage de Victor Hugo, Les Misérables dans la partie de la première journée de l'émeute, le 5 juin 1832, lorsque Marius rejoint la barricade de la « rue de la Chanvrerie ». C'est ici que meurt Gavroche.